# Pygophora argentea
Pygophora argentea är en tvåvingeart som beskrevs av Paramonov 1961. Pygophora argentea ingår i släktet Pygophora och familjen husflugor. Inga underarter finns listade i Catalogue of Life.